# Бали, Сучиндра
Сучиндра Бали (англ. Suchindra Bali, род. 1976, Бомбей) — индийский актёр, снимавшийся в тамилоязычных фильмах.

## Карьера
Сучиндра — сын бывшей актрисы 1950-х и 1960-х годов Виджаянтималы и Чаманлала Бали. Он учился в колледже в Дели, а затем отправился в Колумбийский университет в США, чтобы получить степень магистра. Он выпускник юридического факультета в Дели. После окончания учёбы он начал работать моделью.
Сучиндра занимался актёрским мастерством, а также танцами, через некоторое время ему удалось войти в тамильскую киноиндустрию. Актёрство было последним, о чём он думал. Однажды его фотография появилась в тамильской ежедневной газете, и её увидел продюсер, который пришёл, чтобы подписать с ним контракт на фильм. Его первым фильмом стал Kannodu Kanbathellam, где он снимался вместе с Арджуном, а его вторым фильмом был Mugavaree с Аджитом Кумаром. Он также работал над невыпущенным фильмом «Варша» (2001) режиссёра Виджая Кумара. Он также работал с Наной Патекар, его дебютным фильмом в Болливуде был Aanch, режиссёром которого был Раджеш Сингх.
Его следующим тамилоязычным проектом стал фильм Ninaithale, снятый Вишвасом Сундаром. Это был его первый тамильский фильм в качестве героя-одиночки.